# Чемпионат мира по шоссейным велогонкам 1995
Чемпионат мира по шоссейным велогонкам 1995 года проходил с 4 по 8 октября в Дуитаме, Колумбия. Это был последний раз, когда проводились состязания по гонке среди любителей.

## Призёры
| Велогонка           | Золото                        | Золото   | Серебро                   | Серебро  | Бронза                    | Бронза      |
| ------------------- | ----------------------------- | -------- | ------------------------- | -------- | ------------------------- | ----------- |
| Мужчины             |                               |          |                           |          |                           |             |
| Велогонка           | Абрахам Олано · Испания       | 7ч9'55"  | Мигель Индурайн · Испания | +0'35"   | Марко Пантани · Италия    | то же время |
| Гит                 | Мигель Индурайн · Испания     | 55'30"4  | Абрахам Олано · Испания   | +0'48"97 | Уве Пешель · Германия     | +2'03"5     |
| Велогонка, любители | Даниэль Нелиссен · Нидерланды | 4ч52'39" | Даниэль Саньолин · Италия | +0'13"   | Виктор Бесерра · Колумбия | +0'46"      |
| Женщины             |                               |          |                           |          |                           |             |
| Велогонка           | Жанни Лонго · Франция         | 2ч37'45" | Катрин Марсаль · Франция  | +0'38"   | Эдита Пучинскайте · Литва | +1'56"      |
| Гит                 | Жанни Лонго · Франция         | 44'27"3  | Клара Хьюз · Канада       | +1'11"4  | Кэтрин Ватт · Австралия   | +1'25"      |